# La bella campagnola
La bella campagnola è una canzone tradizionale italiana, composta da un autore ignoto, diffusa in diverse versioni nel Nord Italia. 
È stato inciso nel 1969  del Duo di Piadena, col titolo «La campagnola» e poi col titolo «La bella campagnola». Il testo presenta strettissime somiglianze con quello de La Pimpinela e più vaghe con quello di Ciribiribin scritto da Carlo Tiochet, musicato da Alberto Pestalozza. 

## Incisioni
- 1969, Duo di Piadena nell'LP Il Po
- 1972, Orietta Berti nell'LP Più italiane di me